# Interior (Maeterlinck)
Interior (en francés: Intérieur) es una obra de teatro escrita en 1895 con diálogos rimados del dramaturgo belga Maurice Maeterlinck. Fue una de sus pocas obras destinadas a marionetas.

## Estreno
Interior se estrenó en el Théâtre de l'Œuvre el 15 de marzo de 1895.

## Personajes

### En el jardín
- El anciano
- El forastero
- Marta
- María
- Un campesino
- La multitud

### En la casa
- El padre
- La madre
- Las dos hijas
- La niña

## Sinopsis
El anciano y el forastero aparecen fuera de la casa. A través de las ventanas se puede ver a la familia dentro. El anciano y el forastero discuten sobre cómo informar a la familia de la muerte de una de las hijas. Mientras la multitud se acerca con el cuerpo, el anciano entra en la casa y se le puede ver a través de las ventanas informando a la familia de su pérdida.

## Temas
El tema principal de la obra es la muerte. Maeterlinck crea tensión al contrastar la ansiedad de los personajes en el jardín con la serenidad e ignorancia de la familia dentro de la casa.
Maeterlinck, un ávido lector de Arthur Schopenhauer, creía que el hombre, en última instancia, era impotente ante las fuerzas del destino. Creyendo que cualquier actor, debido a las limitaciones de sus gestos y expresiones físicas, era incapaz de representar las figuras simbólicas de sus obras, Maeterlinck decidió que las marionetas eran una excelente alternativa. Guiadas por hilos, operados por un titiritero, las marionetas son una excelente representación del control absoluto del destino sobre el hombre.
Maeterlinck nunca aclara si la muerte de la niña fue un suicidio. El desconocido dice que la habían visto caminando por la orilla del río. El anciano dice: «Sonreía como sonríen quienes eligen guardar silencio o temen no ser comprendidos... Parecía tener pocas esperanzas».
Ingvar Holm, en su Antología, señala que el título «Interior» es ambiguo. No sólo la acción se traslada del jardín al interior de la casa, sino que la trama también se mueve a un nivel espiritual, siempre del exterior al interior.

## En otros medios
Tres pequeñas obras para marionetas de Maurice Maeterlinck, La Mort de Tintagiles, Intérieur y Alladine et Palomides, fueron adaptadas al teatro en una ópera titulada Le Silence des ombres, de Benjamin Attahir, estrenada en Teatro Real de la Moneda de Bruselas en septiembre de 2019.